# Тюрманн, Жюль
Жюль Тюрманн (фр. Jules Thurmann, 5 ноября 1804, Нёф-Бризах, Первая французская империя — 25 июля 1855, Поррантрюи, Швейцария) — французский геолог и ботаник.

## Биография
Окончив курс в Горном училище в Париже, служил военным инженером в швейцарской союзной армии. Преподавал математику и естественные науки в Поррантрюи, был директором Нормальной школы департамента Юры. 
Член Французского геологического общества.
Умер 25 июля 1855 года в возрасте 50 лет от холеры.

## Труды
- «Essay sur les soulèvements jurassiques de Porentruy» (1832—1836);
- «Essai de philostatique» или «Etude de la dispersion des plantes vasculaires» (1848);
- «Esquisses orographiques du Jura» (1852).